# Lemon Spring
Lemon Spring est une source chaude faisant partie du Great Fountain Group dans le Lower Geyser Basin dans le parc national de Yellowstone aux États-Unis.

## Histoire
Le nom Lemon Spring (« source citron » en français) provient de la présence de cyanobactéries de couleur jaune brilliant dans cette source.
La température de la source a chuté de 64 °C à 57 °C à la suite du tremblement de terre d'Hebgen Lake en 1959.

## Description
Lemon Spring est la première source remarquable du Great Fountain Group que l'on rencontre, à gauche, le long de la Firehole Lake Drive qui conduit vers le Great Fountain Geyser.
Cette source d'un diamètre d'environ 5 mètres et d'une profondeur de quelques mètres est d'une couleur bleu-vert translucide en son centre avec une couleur jaune à orange en périphérie.
Le débit de cette source est de l'ordre de 0,6 m3/h. Le niveau d'eau du réservoir ainsi que sa température (et donc des couleurs liées à la présence ou non de bactéries) sont sujets à variation et des éruptions sous forme de bouillonnement peuvent être observées.

## Galerie

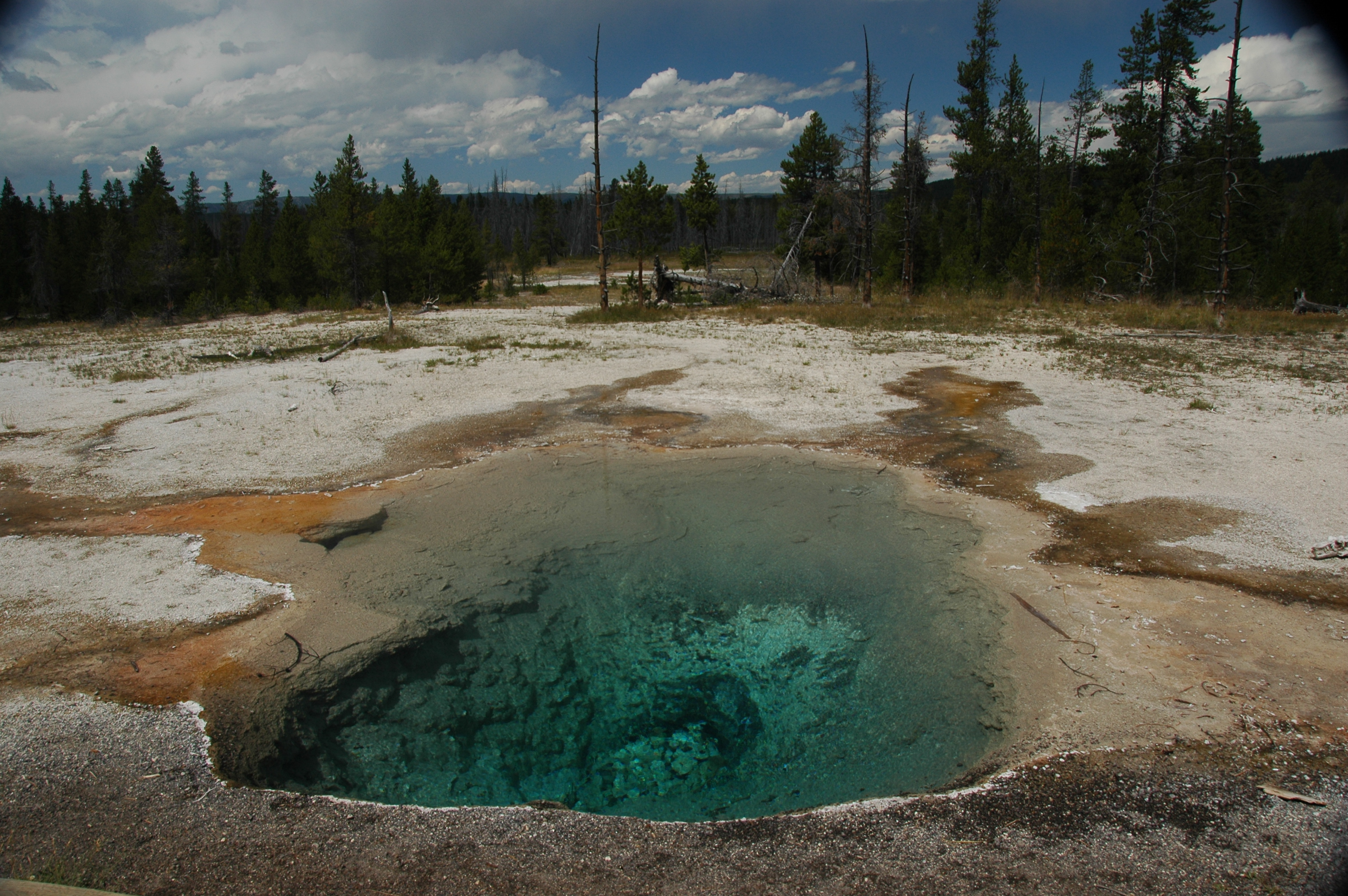
Lemon Spring en août 2011.
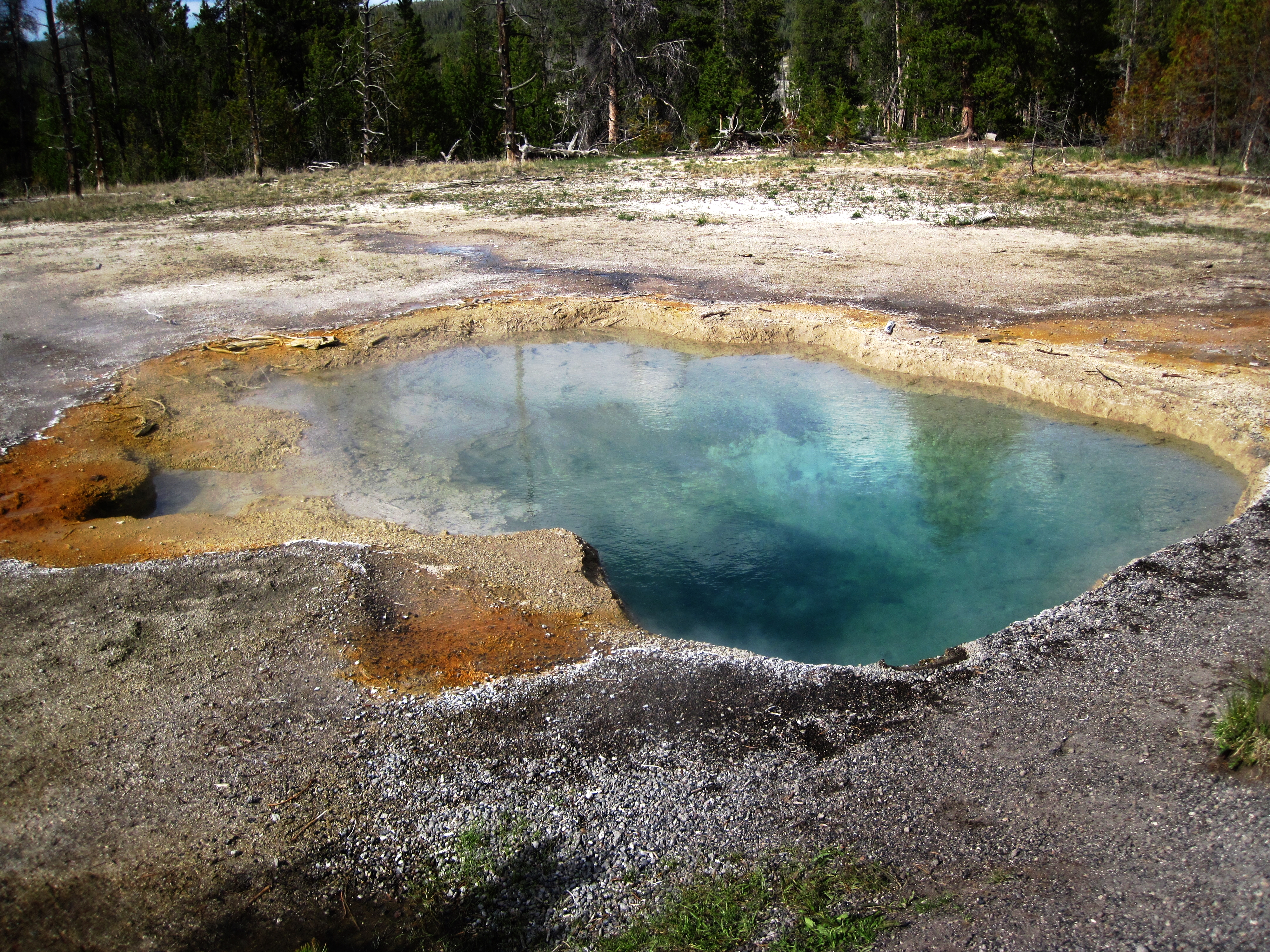
Lemon Spring en juin 2013.
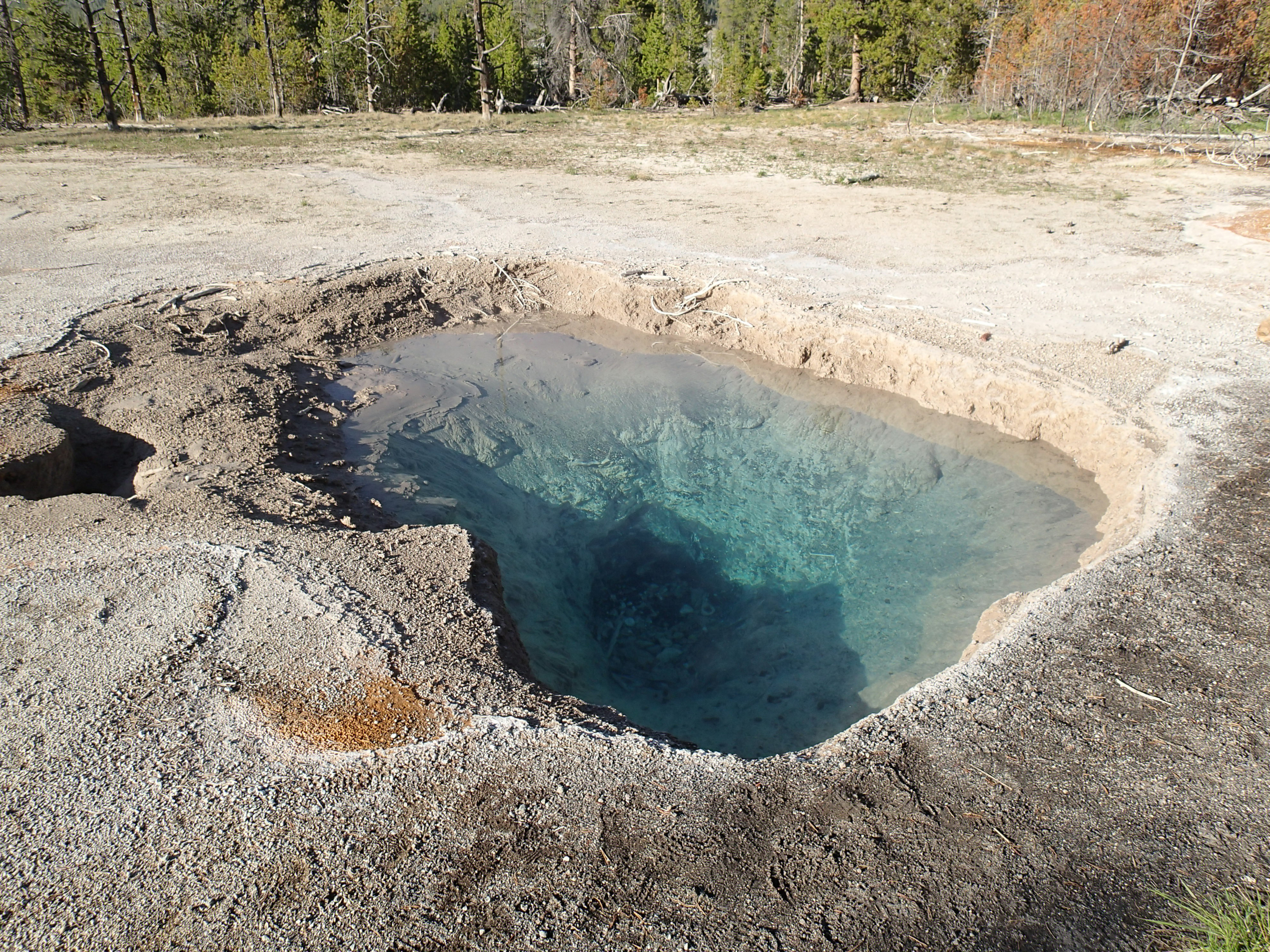
Lemon Spring en juin 2014.
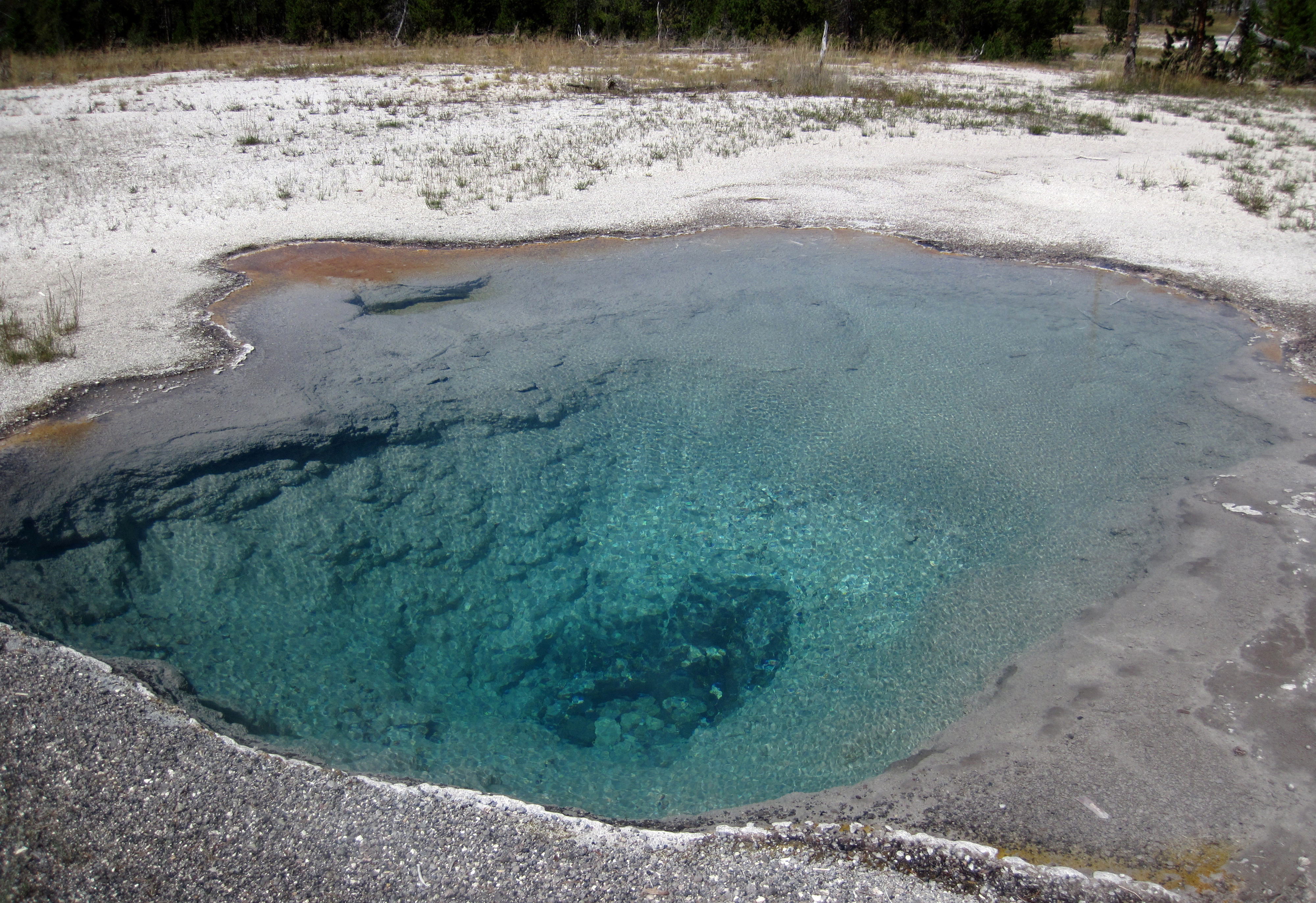
Lemon Spring en août 2023.